# Golfo Girolata
O golfo Girolata é um golfo do mar Mediterrâneo situado na Córsega, França. Parece uma réplica, em miniatura, do golfo de Porto, situado ao lado. Está cercado por enormes precipícios vermelhos de mais de 300 metros, como os da ponta Rosa e coberto de maquis. O cabo Girolata também encontra-se no extremo da península de Osani.
O golfo, junto com Calanches de Piana, o golfo de Porto e a Reserva Natural de Scandola foram adicionados à lista de Patrimônio Mundial da UNESCO, em 1983.
Paul Morand se referiu a este lugar dizendo: 